# Aéroport international Diori-Hamani
Pour les articles homonymes, voir Diori.
L'aéroport international Diori-Hamani (code IATA : NIM • code OACI : DRRN) est un aéroport du Niger situé au sud-est de la capitale Niamey. Il est baptisé du nom du premier Président de la République du Niger, Hamani Diori.
En 2010, 156 273 passagers ont transité par l’aéroport de Niamey, ainsi que 1 890 tonnes de fret (dont 1 785 tonnes débarquées) pour 5 022 mouvements d’avions.

## Militaire
Le site cohabite avec la Base aérienne 101 Niamey.

## Situation
| \| 100 km1:21 840 000 \|Arlit Diffa Niamey Dirkou Dogondoutchi Gaya Gouré Iférouane La Tapoa Maïné-Soroa Agadez Maradi Tahoua Tanout Tessaoua Tillabéri Zinder BA 101 BA 201 Madama |
| 100 km1:21 840 000 |

## Compagnies et destinations
| Compagnies         | Destinations                             |
| ------------------ | ---------------------------------------- |
| Air Algérie        | Alger-Houari-Boumédiène                  |
| Air Burkina        | Ouagadougou                              |
| Air Côte d'Ivoire  | Abidjan-F.-H.-Boigny                     |
|                    |                                          |
| Air Senegal        | Abuja-N. Azikiwe, Dakar-B. Diagne        |
| ASKY Airlines      | Lomé-G. Eyadéma, Ouagadougou             |
| Ethiopian Airlines | Addis-Abeba Bole, Ouagadougou            |
| Niger Airlines     | Agadez-Mano Dayak, Diffa, Maradi, Zinder |
| Royal Air Maroc    | Casablanca-Mohammed-V                    |
|                    |                                          |
| Tunisair           | Abidjan-F.-H.-Boigny, Tunis-Carthage     |
| Turkish Airlines   | Bamako-M. Keïta, Istanbul                |

Édité le 27/12/2019  Actualisé le 28/09/2021

## Statistiques
Le graphique qui aurait dû être présenté ici ne peut pas être affiché car il utilise l'ancienne extension Graph, désactivée pour des questions de sécurité. Des indications pour créer un nouveau graphique avec la nouvelle extension Chart sont disponibles ici.

Voir la requête brute et les sources sur Wikidata.